# NGC 4645
NGC 4645 (другие обозначения — ESO 322-66, MCG -7-26-37, DCL 168, PGC 42879) — эллиптическая галактика (E) в созвездии Центавра. Открыта Джоном Гершелем 8 июня 1834 года. Входит в скопление Центавра (Abell 3526).
Этот объект входит в число перечисленных в оригинальной редакции «Нового общего каталога».
Модуль расстояния до галактики составляет 32,8m ± 0,4m.
В 1987 году была выполнена поверхностная фотометрия галактики NGC 4645 в диапазоне V с помощью фотопластинок, полученных на телескопе Шмидта в Межамериканской обсерватории Серро-Тололо (CTIO), Чили. Определены профили светимости вдоль большой и малой осей, дифференциальный и средний радиальные профили, построены карты изофот
Галактика является членом группы галактик NGC 4645, в которую входят также NGC 4603, NGC 4661, NGC 4645B, NGC 4696A, NGC 4696D, ESO 323-5 (=PGC 43435), ESO 323-9 (=PGC 43479), PGC 43172, PGC 43506 и PGC 42793.
При любительских наблюдениях в 12...14-дюймовый телескоп с увеличением 125× галактика видна как размытое гало, постепенно исчезающее на краях, с размерами примерно 1′×0,75′, вытянутое с северо-востока на юго-запад. Внутри наблюдается овальное, вытянутое в том же направлении ядро с размерами 45′′×30′′, у которого виден яркий, незвездообразный центр. Галактика находится в 9′ к юго-востоку от звезды 9-й величины. В 3′ к северу от галактики расположен астеризм в форме неправильного треугольника длиной 3′ из звёзд 12-й и 13-й величины.